# 僧帽長鱸
僧帽長鱸，為輻鰭魚綱鱸形目鱸亞目鮨科的其中一種，分布於印度太平洋區，從紅海至土阿莫土群島海域，棲息深度3-46公尺，體長可達9公分，為底棲性魚類，屬肉食性，生活習性不明。

## 擴展閱讀
維基物種上的相關：僧帽長鱸